# Saison 2008-2009 du FC Sochaux-Montbéliard
Maillots
Chronologie
Saison précédente Saison suivante
La saison 2008-2009 du FC Sochaux-Montbéliard est la 61e saison du club de football en Ligue 1. Cette saison est également l'année des 80 ans du club, fêtés le 18 octobre 2008.
Comme la saison précédente, le FC Sochaux-Montbéliard est longtemps relégable, puis réalise une étonnante remontée au classement. Les Sochaliens s'extraient de la zone de relégation en mars et terminent finalement à la 14e place, grâce notamment au recrutement pendant l'hiver de Vaclav Sverkos, qui va former un redoutable duo d'attaquants avec Mevlüt Erding.

## Effectif professionnel
| N° | Nom                   | Poste     | Naissance         | Nationalité sportive | Sélection          | Contrat actuel            | Dernier club           |
| 1  | Jérémy Gavanon        | Gardien   | 20 septembre 1983 | France               | France espoirs     | Juin 2006 - Juin 2009     | Clermont Foot          |
| 2  | Rabiu Afolabi         | Défenseur | 18 avril 1980     | Nigeria              | Nigéria            | Juin 2005 - Juin 2009     | Austria Vienne         |
| 3  | Carlão                | Défenseur | 19 janvier 1986   | Brésil               | Brésil - de 17 ans | Juillet 2008 - Juin 2012  | SC Corinthians         |
| 5  | Vaclav Sverkos        | Attaquant | 1er novembre 1983 | République tchèque   | République tchèque | janvier 2009 - juin 2012  | Baník Ostrava          |
| 6  | Stéphane Dalmat       | Milieu    | 16 février 1979   | France               | France espoirs     | Juin 2007 - Juin 2012     | Girondins de Bordeaux  |
| 7  | Romain Pitau          | Milieu    | 8 août 1977       | France               | ?                  | août 2004 - juin 2009     | OGC Nice               |
| 9  | Mevlüt Erding         | Attaquant | 25 février 1987   | Turquie              | Turquie            | juin 2006 - juin 2013     | Formé au club          |
| 11 | Francileudo Santos    | Attaquant | 20 mars           | Tunisie              | Tunisie            | Juin 2008 - Juin 2009     | Toulouse FC            |
| 12 | Michaël Isabey        | Milieu    | 20 février 1975   | France               | -                  | janvier 1997 - juin 2009  | Besançon RC            |
| 13 | Ryad Boudebouz        | Milieu    | 19 février 1990   | France               | France - 19 ans    | Juin 2008 - Juin 2011     | Formé au club          |
| 14 | Bojan Jokić           | Défenseur | 17 mai 1986       | Slovénie             | Slovénie           | Juin 2007 - Juin 2011     | ND Gorica              |
| 15 | Sloan Privat          | Attaquant | 24 juillet 1989   | France               | France espoirs     | décembre 2008 - juin 2012 | Formé au club          |
| 16 | Teddy Richert         | Gardien   | 21 septembre 1974 | France               | France A'          | juin 2001 - juin 2012     | Girondins de Bordeaux  |
| 17 | Olivier Thomas        | Défenseur | 6 octobre 1974    | France               | -                  | Novembre 2008 - Juin 2009 | FC Nantes              |
| 20 | Édouard Butin         | Attaquant | 6 juin 1988       | France               | -                  | Juin 2008 - Juin 2011     | Formé au club          |
| 21 | Nicolas Maurice-Belay | Milieu    | 19 avril 1985     | France               | France - 20 ans    | Juillet 2007 - Juin 2011  | AS Monaco              |
| 22 | Yassin Mikari         | Défenseur | 20 septembre 1983 | Tunisie              | Sénégal            | janvier 2009 - juin 2012  | Grasshopper Zürich     |
| 23 | Hakim El Bounadi      | Défenseur | 9 août 1986       | Maroc                | Maroc espoirs      | Juin 2006 - Juin 2010     | Formé au club          |
| 24 | Damien Perquis        | Défenseur | 10 avril 1984     | France               | France espoirs     | Juin 2007 - Juin 2011     | AS Saint-Étienne       |
| 25 | Jacques Faty          | Défenseur | 25 février 1984   | France               | France espoirs     | Juillet 2008 - Juin 2011  | Olympique de Marseille |
| 26 | Marvin Martin         | Milieu    | 10 juin 1988      | France               | France espoirs     | juin 2008 - juin 2012     | Formé au club          |
| 27 | Omar Daf              | Défenseur | 12 février 1977   | Sénégal              | Sénégal            | juin 1998 - juin 2009     | Formé au club          |
| 28 | Stéphane Pichot       | Défenseur | 2 septembre 1976  | France               | France espoirs     | Juin 2006 - Juin 2009     | Paris SG               |
| 29 | Vincent Nogueira      | Milieu    | 16 janvier 1988   | France               | -                  | juin 2008 - juin 2011     | Formé au club          |
| 30 | Matthieu Dreyer       | Gardien   | 20 mars 1989      | France               | France - 19 ans    | juin 2008 - juin 2011     | Formé au club          |
| 31 | Frédéric Duplus       | Défenseur | 7 avril 1990      | France               | France - 19 ans    | juin 2008 - juin 2011     | Formé au club          |
| 32 | Geoffrey Tulasne      | Milieu    | 24 février 1988   | France               | France espoirs     | juin 2008 - juin 2011     | Formé au club          |
|    | Franchel Ibara        | Milieu    | 27 juillet 1989   | République du Congo  | Congo              | Amateur                   | Formé au club          |

Joueurs prêtés
| Nom             | Poste     | Naissance        | Nationalité sportive | Club                        |
| Robin Previtali | attaquant | 5 juin 1987      | France               | CS Louhans-Cuiseaux         |
| Lionel Mathis   | milieu    | 4 octobre 1981   | France               | EA Guingamp                 |
| Maxime Josse    | défenseur | 21 mars 1987     | France               | SCO Angers                  |
| Kandia Traoré   | attaquant | 5 juillet 1980   | Côte d'Ivoire        | RC Strasbourg Prêt avec O.A |
| Boukary Dramé   | arrière   | 22 juillet 1985  | Sénégal              | Real Sociedad Prêt avec O.A |
| Badara Sène     | milieu    | 19 novembre 1984 | Sénégal              | EA Guingamp Prêt avec O.A   |
| Ivan Perisic    | milieu    | 2 février 1989   | Croatie              | KSV Roulers                 |
| Valter Birsa    | attaquant | 7 août 1986      | Slovénie             | AJ Auxerre Prêt avec O.A    |

## Transferts

### Mercato d'été
| Date          | Nom                             | Nationalité   | Modalité                        | Provenance/Destination | Division            |
| Arrivées      |                                 |               |                                 |                        |                     |
| 5 mai         | Damien Perquis                  | France        | Transfert définitif (3 ans)     | ASSE                   | Ligue 1             |
| 21 mai        | Valéry Mézague                  | Cameroun      | Retour de prêt                  | Le Havre AC            | Ligue 2             |
| 31 mai        | Álvaro Santos                   | Brésil        | Retour de prêt                  | RC Strasbourg          | Ligue 1             |
| 31 mai        | Hakim El Bounadi                | Maroc         | Retour de prêt                  | Clermont Foot          | Ligue 2             |
| 31 mai        | Robin Previtali                 | France        | Retour de prêt                  | AS Beauvais            | National            |
| 2 juillet     | Francileudo Santos              | Tunisie       | Transfert (1 an)                | Toulouse FC            | Ligue 1             |
| 4 juillet     | Jacques Faty                    | France        | Transfert (3 ans)               | Olympique de Marseille | Ligue 1             |
| 16 juillet    | Carlão                          | Brésil        | Transfert (1,2 M€, 4 ans)       | SC Corinthians         | Série B Brasileirão |
| 7 novembre    | Olivier Thomas                  | France        | Signé libre                     | sans club              | -                   |
| Départs       |                                 |               |                                 |                        |                     |
| 31 mai        | Fabrice Pancrate                | France        | Retour de prêt                  | Paris SG               | Ligue 1             |
| 31 mai        | Gonzalo Vargas                  | Uruguay       | Retour de prêt                  | AS Monaco              | Ligue 1             |
| 31 mai        | Benjamin Genghini               | France        | Fin de contrat                  | FC Gueugnon            | National            |
| 13 juin       | Jérémie Bréchet                 | France        | Fin de contrat                  | PSV Eindhoven          | Eredivisie          |
| 30 juin       | Sébastien Grax                  | France        | Transfert                       | AS Saint-Étienne       | Ligue 1             |
| 1er juillet   | Jean-Claude Plessis (Président) | France        | Retraite                        | -                      | -                   |
| 11 juillet    | Moumouni Dagano                 | Burkina Faso  | ?                               | Al-Khor Sports Club    | Qatar               |
| 15 juillet    | Guirane N'Daw                   | Sénégal       | Transfert                       | FC Nantes              | Ligue 1             |
| 15 août       | Robin Previtali                 | France        | Prêt (1 an)                     | CS Louhans-Cuiseaux    | National            |
| 22 août       | Lionel Mathis                   | France        | Prêt (1 an)                     | En Avant de Guingamp   | Ligue 2             |
| 28 août       | Maxime Josse                    | France        | Prêt (1 an)                     | Angers SCO             | Ligue 2             |
| 31 août       | Kandia Traoré                   | Côte d'Ivoire | Prêt (1 an) avec option d'achat | RC Strasbourg          | Ligue 2             |
| 31 août       | Boukary Dramé                   | Sénégal       | Prêt (1 an) avec option d'achat | Real Sociedad          | Segunda División    |
| 1er septembre | Badara Sène                     | Sénégal       | Prêt (1 an) avec option d'achat | En Avant de Guingamp   | Ligue 2             |

### Mercato d'hiver
| Date         | Nom            | Nationalité | Modalité                        | Provenance/Destination  | Division       |
| Arrivées     |                |             |                                 |                         |                |
| 1er décembre | Vaclav Sverkos | Tchéquie    | Transfert (2 M€, 3 ans et demi) | Banik Ostrava           | Gambrinus Liga |
| 5 janvier    | Yassin Mikari  | Tunisie     | Transfert (3 ans et demi)       | Grasshopper-Club Zurich | Super league   |
| Départs      |                |             |                                 |                         |                |
| 2 janvier    | Ivan Perisic   | Croatie     | Prêt (6 mois)                   | KSV Roulers             | Jupiler League |
| 31 janvier   | Valéry Mézague | Cameroun    | Transfert                       | LB Châteauroux          | Ligue 2        |
| 31 janvier   | Valter Birsa   | Slovénie    | Prêt avec O.A.(6 mois)          | AJ Auxerre              | Ligue 1        |
| 2 février    | Álvaro Santos  | Brésil      | Contrat résilié                 | Örgryte IS              | Allsvenskan    |

## Détail des matchs

### Matchs de préparation
| Match de préparation 1 9 juillet 2008 | FC Sochaux-Montbéliard | 0–1 | FC Brașov (Liga I Roumanie) | 18:30 - Stade du Crêt d'Eau, Divonne           |                                                |
|                                       | Dramé 83e              |     | Hadnagy 27e · Senin 85e     | Spectateurs : 250 Arbitrage : Alexandre Castro | Spectateurs : 250 Arbitrage : Alexandre Castro |
|                                       | Rapport                |     |                             | Spectateurs : 250 Arbitrage : Alexandre Castro | Spectateurs : 250 Arbitrage : Alexandre Castro |

| Match de préparation 2 12 juillet 2008 | FC Sochaux-Montbéliard | 1–3 | Chakhtior Donetsk (D1 Ukraine)                       | 17:15 - Stade de Sagey, Ornans                    |                                                   |
|                                        | Butin 79e              |     | Brandao 7e · Willian 17e · Yezersky 90e · Moreno 90e | Spectateurs : 1 500 Arbitrage : Sébastien Moreira | Spectateurs : 1 500 Arbitrage : Sébastien Moreira |
|                                        | Rapport                |     |                                                      | Spectateurs : 1 500 Arbitrage : Sébastien Moreira | Spectateurs : 1 500 Arbitrage : Sébastien Moreira |

| Match de préparation 3 16 juillet 2008 | FC Sochaux-Montbéliard | 0–0 | Betar Jérusalem (D1 Israël) | 19:10 - Stade de Chalière, Moutier (Suisse)     |                                                 |
|                                        | Sène 60e · Mézague 90e |     | Afek 55e                    | Spectateurs : 800 Arbitrage : Monsieur Cramatte | Spectateurs : 800 Arbitrage : Monsieur Cramatte |
|                                        | Rapport                |     |                             | Spectateurs : 800 Arbitrage : Monsieur Cramatte | Spectateurs : 800 Arbitrage : Monsieur Cramatte |

| Match de préparation 4 19 juillet 2008 | FC Sochaux-Montbéliard | 2–1 | AS Nancy-Lorraine (L1) | 19:00 - Stade des Francs, Colmar                  |                                                   |
|                                        | Dalmat 27e · Pitau 62e |     | Gavanon 67e (pen.)     | Spectateurs : 1 000 Arbitrage : Sébastien Moreira | Spectateurs : 1 000 Arbitrage : Sébastien Moreira |
|                                        | Rapport                |     |                        | Spectateurs : 1 000 Arbitrage : Sébastien Moreira | Spectateurs : 1 000 Arbitrage : Sébastien Moreira |

| Match de préparation 5 22 juillet 2008 | FC Sochaux-Montbéliard | 1–1 | FC Metz (L2)                                  | 18:30 - Stade André Maroselli, Luxeuil-les-Bains |                                                |
|                                        | Erding 33e             |     | Gueye 64e · Agouazi 80e · Renouard 90e (pen.) | Spectateurs : 1 500 Arbitrage : Didier Falcone   | Spectateurs : 1 500 Arbitrage : Didier Falcone |
|                                        | Rapport                |     |                                               | Spectateurs : 1 500 Arbitrage : Didier Falcone   | Spectateurs : 1 500 Arbitrage : Didier Falcone |

| Match de préparation 6 26 juillet 2008 | FC Sochaux-Montbéliard | 1–1 | Dijon FCO (L2) | 18:30 - Stade Léo-Lagrange, Besançon              |                                                   |
|                                        | Birsa 56e              |     | Mandanne 69e   | Spectateurs : 2 000 Arbitrage : Sébastien Moreira | Spectateurs : 2 000 Arbitrage : Sébastien Moreira |
|                                        | Rapport                |     |                | Spectateurs : 2 000 Arbitrage : Sébastien Moreira | Spectateurs : 2 000 Arbitrage : Sébastien Moreira |

| Match de préparation 7 29 juillet 2008 | FC Sochaux-Montbéliard                             | 4–1 | FC Concordia Bâle (D2 Suisse) | 19:10 - Stade du Montrouge, Niederbronn-les-Bains |                                                  |
|                                        | Santos 51e · Erding 53e · Perquis 70e · Erding 84e |     | Thüring 55e                   | Spectateurs : 300 Arbitrage : Monsieur Schneider  | Spectateurs : 300 Arbitrage : Monsieur Schneider |
|                                        | Rapport                                            |     |                               | Spectateurs : 300 Arbitrage : Monsieur Schneider  | Spectateurs : 300 Arbitrage : Monsieur Schneider |

| Match de préparation 8 2 août 2008 | FC Sochaux-Montbéliard | 1–1 | Karlsruher SC (Bundesliga) | 15:30 - Stade de la Lauder, Lauterbourg       |                                               |
|                                    | Erding 11e             |     | Kennedy 7e                 | Spectateurs : 2 000 Arbitrage : Philippe Kalt | Spectateurs : 2 000 Arbitrage : Philippe Kalt |
|                                    | Rapport                |     |                            | Spectateurs : 2 000 Arbitrage : Philippe Kalt | Spectateurs : 2 000 Arbitrage : Philippe Kalt |

### Matchs amicaux
| Match amical 1 20 août 2008 | FC Sochaux-Montbéliard | 0–1 | Congo      | 18:30 - Stade des Fromenteaux, Delle              |                                                   |
|                             |                        |     | Ndinga 75e | Spectateurs : 1 100 Arbitrage : Sébastien Moreira | Spectateurs : 1 100 Arbitrage : Sébastien Moreira |
|                             | Rapport                |     |            | Spectateurs : 1 100 Arbitrage : Sébastien Moreira | Spectateurs : 1 100 Arbitrage : Sébastien Moreira |

| Match amical 2 5 septembre 2008 | FC Sochaux-Montbéliard       | 2–2 | FC Aarau (D1 Suisse)        | 18:30 - Stade municipale des Cantons, Audincourt |                                               |
|                                 | Isabey 18e (pen.) · Faty 60e |     | Bengondo 62e · Bengondo 81e | Spectateurs : 500 Arbitrage : Monsieur Pretot    | Spectateurs : 500 Arbitrage : Monsieur Pretot |
|                                 | Rapport                      |     |                             | Spectateurs : 500 Arbitrage : Monsieur Pretot    | Spectateurs : 500 Arbitrage : Monsieur Pretot |

| Match amical 3 22 janvier 2009 | FC Sochaux-Montbéliard | 1–0 | Grasshopper Zürich (D1 Suisse) | 16:00 - Stade Auguste-Bonal, Montbéliard     |                                              |
|                                | Privat 13e             |     |                                | Spectateurs : 400 Arbitrage : Monsieur Gaume | Spectateurs : 400 Arbitrage : Monsieur Gaume |
|                                | Rapport                |     |                                | Spectateurs : 400 Arbitrage : Monsieur Gaume | Spectateurs : 400 Arbitrage : Monsieur Gaume |

| Match amical 4 17 février 2009 | FC Bâle (D1 suisse)                             | 3–1 | FC Sochaux-Montbéliard | 15:30 - Annexe du Parc Saint-Jacques, Bâle |                               |
|                                | Chipperfield 3e · Almerares 23e · Almerares 33e |     | Tulasne 45e            | Spectateurs : - Arbitrage : -              | Spectateurs : - Arbitrage : - |
|                                | Rapport                                         |     |                        | Spectateurs : - Arbitrage : -              | Spectateurs : - Arbitrage : - |

### Ligue 1

#### Matchs allers
| Journée 1 9 août 2008 14e place 0 points | FC Sochaux-Montbéliard              | 1–2 | Grenoble Foot                                       | 21:00 - Stade Auguste-Bonal, Montbéliard      |                                               |
|                                          | Pitau 40e · Dalmat 55e · Erding 77e |     | Feghouli 25e · Akrour 87e · Moreira 89e · Ravet 90e | Spectateurs : 14 998 Arbitrage : Ruddy Buquet | Spectateurs : 14 998 Arbitrage : Ruddy Buquet |
|                                          | Rapport                             |     |                                                     | Spectateurs : 14 998 Arbitrage : Ruddy Buquet | Spectateurs : 14 998 Arbitrage : Ruddy Buquet |

| Journée 2 16 août 2008 20e place 0 points | AS Saint-Étienne                                             | 2–1 | FC Sochaux-Montbéliard                             | 19:00 - Stade Geoffroy-Guichard, Saint-Étienne         |                                                        |
|                                           | Matuidi 11e · Feindouno 18e (pen.) · Dabo 45+1e · Matsui 74e |     | Pitau 38e · Dalmat 56e · Perquis 75e · Mezague 78e | Spectateurs : 30 895 Arbitrage : Jean-Charles Cailleux | Spectateurs : 30 895 Arbitrage : Jean-Charles Cailleux |
|                                           | Rapport                                                      |     |                                                    | Spectateurs : 30 895 Arbitrage : Jean-Charles Cailleux | Spectateurs : 30 895 Arbitrage : Jean-Charles Cailleux |

| Journée 3 23 août 2008 18e place 1 points | FC Sochaux-Montbéliard         | 1–1 | Paris SG                                                 | 19:00 - Stade Auguste-Bonal, Montbéliard       |                                                |
|                                           | Pichot 42e · Erding 49e (pen.) |     | Makelele 16e · Giuly 49e · Sessègnon 63e · Sessègnon 74e | Spectateurs : 16 791 Arbitrage : Fredy Fautrel | Spectateurs : 16 791 Arbitrage : Fredy Fautrel |
|                                           | Rapport                        |     |                                                          | Spectateurs : 16 791 Arbitrage : Fredy Fautrel | Spectateurs : 16 791 Arbitrage : Fredy Fautrel |

| Journée 4 30 août 2008 19e place 1 points | Olympique de Marseille             | 2–1 | FC Sochaux-Montbéliard                | 21:00 - Stade Vélodrome, Marseille            |                                               |
|                                           | Cheyrou 30e · Ziani 39e · Koné 60e |     | Dalmat 22e · Afolabi 58e · Erding 73e | Spectateurs : 55 074 Arbitrage : Saïd Ennjimi | Spectateurs : 55 074 Arbitrage : Saïd Ennjimi |
|                                           | Rapport                            |     |                                       | Spectateurs : 55 074 Arbitrage : Saïd Ennjimi | Spectateurs : 55 074 Arbitrage : Saïd Ennjimi |

| Journée 5 14 septembre 2008 19e place 2 points | FC Sochaux-Montbéliard               | 1–1 | Lille OSC                              | 17:00 - Stade Auguste-Bonal, Montbéliard        |                                                 |
|                                                | Birsa 23e · Privat 47e · Perquis 62e |     | Chedjou 41e · Balmont 60e · Bastos 63e | Spectateurs : 12 816 Arbitrage : Clément Turpin | Spectateurs : 12 816 Arbitrage : Clément Turpin |
|                                                | Rapport                              |     |                                        | Spectateurs : 12 816 Arbitrage : Clément Turpin | Spectateurs : 12 816 Arbitrage : Clément Turpin |

| Journée 6 20 septembre 2008 20e place 2 points | Toulouse FC                                             | 2–1 | FC Sochaux-Montbéliard                | 19:00 - Stadium, Toulouse                              |                                                        |
|                                                | Gignac 6e · Capoue 46e · Gignac 61e (pen.) · Ebondo 80e |     | Carlão 9e · Cetto 67e (csc) · Daf 82e | Spectateurs : 13 915 Arbitrage : Jean-Charles Cailleux | Spectateurs : 13 915 Arbitrage : Jean-Charles Cailleux |
|                                                | Rapport                                                 |     |                                       | Spectateurs : 13 915 Arbitrage : Jean-Charles Cailleux | Spectateurs : 13 915 Arbitrage : Jean-Charles Cailleux |

| Journée 7 27 septembre 2008 20e place 3 points | FC Sochaux-Montbéliard | 1–1 | FC Lorient | 19:00 - Stade Auguste-Bonal, Montbéliard          |                                                   |
|                                                | Erding 79e             |     | Ayew 38e   | Spectateurs : 12 296 Arbitrage : Hervé Piccirillo | Spectateurs : 12 296 Arbitrage : Hervé Piccirillo |
|                                                | Rapport                |     |            | Spectateurs : 12 296 Arbitrage : Hervé Piccirillo | Spectateurs : 12 296 Arbitrage : Hervé Piccirillo |

| Journée 8 4 octobre 2008 19e place 4 points | OGC Nice                 | 1–1 | FC Sochaux-Montbéliard          | 19:00 - Stade du Ray, Nice                    |                                               |
|                                             | Echouafni 50e · Rool 60e |     | Pitau 18e · Daf 58e · Birsa 73e | Spectateurs : 9 957 Arbitrage : Fredy Fautrel | Spectateurs : 9 957 Arbitrage : Fredy Fautrel |
|                                             | Rapport                  |     |                                 | Spectateurs : 9 957 Arbitrage : Fredy Fautrel | Spectateurs : 9 957 Arbitrage : Fredy Fautrel |

| Journée 9 Match des 80 ans du club 18 octobre 2008 19e place 5 points | FC Sochaux-Montbéliard | 1–1 | Le Havre AC                        | 19:00 - Stade Auguste-Bonal, Montbéliard          |                                                   |
|                                                                       | Birsa 72e              |     | Baca 11e · Alassane 45e · Alla 84e | Spectateurs : 18 730 Arbitrage : Alexandre Castro | Spectateurs : 18 730 Arbitrage : Alexandre Castro |
|                                                                       | Rapport                |     |                                    | Spectateurs : 18 730 Arbitrage : Alexandre Castro | Spectateurs : 18 730 Arbitrage : Alexandre Castro |

| Journée 10 26 octobre 2008 20e place 6 points | AS Nancy-Lorraine        | 1–1 | FC Sochaux-Montbéliard              | 17:00 - Stade Marcel Picot, Tomblaine           |                                                 |
|                                               | Fortuné 74e · Brison 81e |     | Dalmat 18e · Pitau 41e · Carlão 47e | Spectateurs : 17 016 Arbitrage : Didier Falcone | Spectateurs : 17 016 Arbitrage : Didier Falcone |
|                                               | Rapport                  |     |                                     | Spectateurs : 17 016 Arbitrage : Didier Falcone | Spectateurs : 17 016 Arbitrage : Didier Falcone |

| Journée 11 29 octobre 2008 20e place 6 points | FC Sochaux-Montbéliard                                                | 0–2 | Olympique lyonnais                                                    | 19:00 - Stade Auguste-Bonal, Montbéliard        |                                                 |
|                                               | Pitau 17e · El Bounadi 78e · Perquis 79e · Dalmat 80e · Perquis 90+4e |     | Grosso 51e · Benzema 66e · Delgado 79e · Boumsong 90e · Delgado 90+2e | Spectateurs : 17 783 Arbitrage : Antony Gautier | Spectateurs : 17 783 Arbitrage : Antony Gautier |
|                                               | Rapport                                                               |     |                                                                       | Spectateurs : 17 783 Arbitrage : Antony Gautier | Spectateurs : 17 783 Arbitrage : Antony Gautier |

| Journée 12 2 novembre 2008 20e place 6 points | Stade rennais                     | 1–0 | FC Sochaux-Montbéliard | 17:00 - Stade de la route de Lorient, Rennes   |                                                |
|                                               | Briand 1re (pen.) · Bocanegra 16e |     | Daf 49e                | Spectateurs : 21 856 Arbitrage : Fredy Fautrel | Spectateurs : 21 856 Arbitrage : Fredy Fautrel |
|                                               | Rapport                           |     |                        | Spectateurs : 21 856 Arbitrage : Fredy Fautrel | Spectateurs : 21 856 Arbitrage : Fredy Fautrel |

| Journée 13 8 novembre 2008 19e place 9 points | FC Sochaux-Montbéliard                      | 2–1 | Le Mans UC                   | 19:00 - Stade Auguste-Bonal, Montbéliard      |                                               |
|                                               | F. Santos 30e · Perquis 66e · Boudebouz 69e |     | Paulo Andre 44e · Camara 89e | Spectateurs : 10 714 Arbitrage : Saïd Ennjimi | Spectateurs : 10 714 Arbitrage : Saïd Ennjimi |
|                                               | Rapport                                     |     |                              | Spectateurs : 10 714 Arbitrage : Saïd Ennjimi | Spectateurs : 10 714 Arbitrage : Saïd Ennjimi |

| Journée 14 15 novembre 2008 19e place 9 points | AJ Auxerre                | 1–0 | FC Sochaux-Montbéliard  | 19:00 - Stade de l'Abbé-Deschamps, Auxerre  |                                             |
|                                                | Lejeune 31e · Lejeune 47e |     | Afolabi 50e · Pitau 85e | Spectateurs : 10 522 Arbitrage : Bruno Coué | Spectateurs : 10 522 Arbitrage : Bruno Coué |
|                                                | Rapport                   |     |                         | Spectateurs : 10 522 Arbitrage : Bruno Coué | Spectateurs : 10 522 Arbitrage : Bruno Coué |

| Journée 15 22 novembre 2008 18e place 10 points | Valenciennes FC                                                | 2–2 | FC Sochaux-Montbéliard                            | 19:00 - Stade Nungesser, Valenciennes             |                                                   |
|                                                 | Lacourt 34e · Saez 63e · Audel 68e · Lacourt 71e · Biševac 83e |     | Erding 39e · Carlão 62e · Privat 75e · Privat 87e | Spectateurs : 11 956 Arbitrage : Hervé Piccirillo | Spectateurs : 11 956 Arbitrage : Hervé Piccirillo |
|                                                 | Rapport                                                        |     |                                                   | Spectateurs : 11 956 Arbitrage : Hervé Piccirillo | Spectateurs : 11 956 Arbitrage : Hervé Piccirillo |

| Journée 16 29 novembre 2008 19e place 11 points | FC Sochaux-Montbéliard                  | 0–0 | Girondins de Bordeaux | 21:00 - Stade Auguste-Bonal, Montbéliard     |                                              |
|                                                 | Carlão 11e · Boudebouz 86e · Dalmat 90e |     | Diarra 80e            | Spectateurs : 13 843 Arbitrage : Alain Hamer | Spectateurs : 13 843 Arbitrage : Alain Hamer |
|                                                 | Rapport                                 |     |                       | Spectateurs : 13 843 Arbitrage : Alain Hamer | Spectateurs : 13 843 Arbitrage : Alain Hamer |

| Journée 17 7 décembre 2008 18e place 12 points | AS Monaco                                                       | 1–1 | FC Sochaux-Montbéliard                            | 17:00 - Stade Louis-II, Monaco                |                                               |
|                                                | Alonso 20e · Adriano 53e · Alonso 57e · Park 69e · Pokrivac 84e |     | F. Santos 9e · Richert 30e · Thomas 35e · Daf 88e | Spectateurs : 6 585 Arbitrage : Philippe Kalt | Spectateurs : 6 585 Arbitrage : Philippe Kalt |
|                                                | Rapport                                                         |     |                                                   | Spectateurs : 6 585 Arbitrage : Philippe Kalt | Spectateurs : 6 585 Arbitrage : Philippe Kalt |

| Journée 18 13 décembre 2008 19e place 13 points | FC Sochaux-Montbéliard                                 | 2–2 | SM Caen                                    | 19:00 - Stade Auguste-Bonal, Montbéliard         |                                                  |
|                                                 | Damien Perquis 24e · Privat 77e 88e · Romain Pitau 88e |     | Rémi Gomis 21e 43e 69e · Jérémy Sorbon 73e | Spectateurs : 11 215 Arbitrage : Philippe Malige | Spectateurs : 11 215 Arbitrage : Philippe Malige |
|                                                 | Rapport                                                |     |                                            | Spectateurs : 11 215 Arbitrage : Philippe Malige | Spectateurs : 11 215 Arbitrage : Philippe Malige |

| Journée 19 20 décembre 2008 18e place 14 points | FC Nantes                 | 1–1 | FC Sochaux-Montbéliard                                                    | 19:00 - Stade de la Beaujoire, Nantes          |                                                |
|                                                 | Da Rocha 76e · Capoue 86e |     | Faty 40e · Jokić 44e · Erding 70e · Isabey 75e · Erding 76e · Afolabi 86e | Spectateurs : 23 416 Arbitrage : Olivier Thual | Spectateurs : 23 416 Arbitrage : Olivier Thual |
|                                                 | Rapport                   |     |                                                                           | Spectateurs : 23 416 Arbitrage : Olivier Thual | Spectateurs : 23 416 Arbitrage : Olivier Thual |

#### Matchs retours
| Journée 20 10 janvier 2009 17e place 17 points | FC Sochaux-Montbéliard   | 1–0 | AS Saint-Étienne                           | 21:00 - Stade Auguste-Bonal, Montbéliard    |                                             |
|                                                | Perquis 66e · Isabey 77e |     | Benalouane 6e · Gigliotti 83e · Sall 90+4e | Spectateurs : 12 075 Arbitrage : Bruno Coué | Spectateurs : 12 075 Arbitrage : Bruno Coué |
|                                                | Rapport                  |     |                                            | Spectateurs : 12 075 Arbitrage : Bruno Coué | Spectateurs : 12 075 Arbitrage : Bruno Coué |

| Journée 21 18 janvier 2009 18e place 17 points | Paris SG                                                         | 2–1 | FC Sochaux-Montbéliard                 | 17:00 - Parc des Princes, Paris              |                                              |
|                                                | Hoarau 45+2e (pen.) · Hoarau 53e · Bourillon 57e · Luyindula 63e |     | Gavanon 16e · Carlao 33e · Sverkos 51e | Spectateurs : 34 915 Arbitrage : Éric Poulat | Spectateurs : 34 915 Arbitrage : Éric Poulat |
|                                                | Rapport                                                          |     |                                        | Spectateurs : 34 915 Arbitrage : Éric Poulat | Spectateurs : 34 915 Arbitrage : Éric Poulat |

| Journée 22 1er février 2009 18e place 20 points | FC Sochaux-Montbéliard | 1–0 | Olympique de Marseille | 17:00 - Stade Auguste-Bonal, Montbéliard         |                                                  |
|                                                 | Erding 24e · Pitau 48e |     | M'Bami 44e             | Spectateurs : 19 972 Arbitrage : Lionel Jaffredo | Spectateurs : 19 972 Arbitrage : Lionel Jaffredo |
|                                                 | Rapport                |     |                        | Spectateurs : 19 972 Arbitrage : Lionel Jaffredo | Spectateurs : 19 972 Arbitrage : Lionel Jaffredo |

| Journée 23 7 février 2009 18e place 20 points | Lille OSC                                 | 3–2 | FC Sochaux-Montbéliard                                          | 21:00 - Stadium Nord Lille Métropole, Villeneuve-d'Ascq |                                                  |
|                                               | Frau 59e · Richert 74e (csc) · Hazard 88e |     | Daf 9e · Pitau 33e · Sverkos 41e (pen.) · Sverkos 44e · Daf 50e | Spectateurs : 13 477 Arbitrage : Philippe Malige        | Spectateurs : 13 477 Arbitrage : Philippe Malige |
|                                               | Rapport                                   |     |                                                                 | Spectateurs : 13 477 Arbitrage : Philippe Malige        | Spectateurs : 13 477 Arbitrage : Philippe Malige |

| Journée 24 15 février 2009 19e place 20 points | FC Sochaux-Montbéliard                       | 1–2 | Toulouse FC                               | 17:00 - Stade Auguste-Bonal, Montbéliard       |                                                |
|                                                | Afolabi 12e · Maurice-Belay 61e · Carlão 88e |     | Faty 34e (csc) · Sirieix 59e · Gignac 67e | Spectateurs : 12 481 Arbitrage : Dider Falcone | Spectateurs : 12 481 Arbitrage : Dider Falcone |
|                                                | Rapport                                      |     |                                           | Spectateurs : 12 481 Arbitrage : Dider Falcone | Spectateurs : 12 481 Arbitrage : Dider Falcone |

| Journée 25 21 février 2009 19e place 23 points | FC Lorient                               | 1–2 | FC Sochaux-Montbéliard                 | 19:00 - Stade Yves Allainmat, Lorient       |                                             |
|                                                | Gameiro 23e · Jouffre 43e · Namouchi 72e |     | Carlão 9e · Sverkos 66e · Erding 90+2e | Spectateurs : 11 588 Arbitrage : Bruno Coué | Spectateurs : 11 588 Arbitrage : Bruno Coué |
|                                                | Rapport                                  |     |                                        | Spectateurs : 11 588 Arbitrage : Bruno Coué | Spectateurs : 11 588 Arbitrage : Bruno Coué |

| Journée 26 28 février 2009 18e place 26 points | FC Sochaux-Montbéliard | 1–0 | OGC Nice | 19:00 - Stade Auguste-Bonal, Montbéliard      |                                               |
|                                                | Sverkos 69e            |     | Apam 25e | Spectateurs : 13 202 Arbitrage : Stéphane Bré | Spectateurs : 13 202 Arbitrage : Stéphane Bré |
|                                                | Rapport                |     |          | Spectateurs : 13 202 Arbitrage : Stéphane Bré | Spectateurs : 13 202 Arbitrage : Stéphane Bré |

| Journée 27 8 mars 2009 19e place 26 points | Le Havre AC                                      | 2–1 | FC Sochaux-Montbéliard                                                   | 17:00 - Stade Jules Deschaseaux, Le Havre        |                                                  |
|                                            | Alassane 16e · Alla 50e · Anin 54e · Davidas 78e |     | Faty 14e · Faty 30e · Maurice-Belay 59e · Dalmat 70e · Maurice-Belay 76e | Spectateurs : 12 123 Arbitrage : Lionel Jaffredo | Spectateurs : 12 123 Arbitrage : Lionel Jaffredo |
|                                            | Rapport                                          |     |                                                                          | Spectateurs : 12 123 Arbitrage : Lionel Jaffredo | Spectateurs : 12 123 Arbitrage : Lionel Jaffredo |

| Journée 28 14 mars 2009 17e place 29 points | FC Sochaux-Montbéliard                               | 2–1 | AS Nancy-Lorraine                                                          | 19:00 - Stade Auguste-Bonal, Montbéliard                                                |                                                                                         |
|                                             | Boudebouz 13e · Perquis 16e · Faty 49e · Sverkos 79e |     | Hadji 42e · Zerka 57e · N'Guemo 62e · Hélder 68e · Luiz 75e · Macaluso 90e | Spectateurs : 13 092 Arbitrage : Alexandre Castro puis William Lavis à partir de la 23e | Spectateurs : 13 092 Arbitrage : Alexandre Castro puis William Lavis à partir de la 23e |
|                                             | Rapport                                              |     |                                                                            | Spectateurs : 13 092 Arbitrage : Alexandre Castro puis William Lavis à partir de la 23e | Spectateurs : 13 092 Arbitrage : Alexandre Castro puis William Lavis à partir de la 23e |

| Journée 29 22 mars 2009 17e place 29 points | Olympique lyonnais        | 2–0 | FC Sochaux-Montbéliard | 17:00 - Stade Gerland, Lyon                    |                                                |
|                                             | Ederson 13e · Mounier 70e |     |                        | Spectateurs : 37 334 Arbitrage : Olivier Thual | Spectateurs : 37 334 Arbitrage : Olivier Thual |
|                                             | Rapport                   |     |                        | Spectateurs : 37 334 Arbitrage : Olivier Thual | Spectateurs : 37 334 Arbitrage : Olivier Thual |

| Journée 30 5 avril 2009 14e place 32 points | FC Sochaux-Montbéliard                              | 3–0 | Stade rennais | 17:00 - Stade Auguste-Bonal, Montbéliard   |                                            |
|                                             | Boudebouz 35e · Erding 38e · Faty 74e · Sverkos 85e |     |               | Spectateurs : 13 654 Arbitrage : Mr Buquet | Spectateurs : 13 654 Arbitrage : Mr Buquet |
|                                             | Rapport                                             |     |               | Spectateurs : 13 654 Arbitrage : Mr Buquet | Spectateurs : 13 654 Arbitrage : Mr Buquet |

| Journée 31 11 avril 2009 16e place 32 points | Le Mans UC            | 2–0 | FC Sochaux-Montbéliard | 19:00 - Stade, Le Mans                          |                                                 |
|                                              | Lamah 35e · Maïga 88e |     | Carlão 32e             | Spectateurs : 12 131 Arbitrage : Clément Turpin | Spectateurs : 12 131 Arbitrage : Clément Turpin |
|                                              | Rapport               |     |                        | Spectateurs : 12 131 Arbitrage : Clément Turpin | Spectateurs : 12 131 Arbitrage : Clément Turpin |

| Journée 32 18 avril 2009 17e place 32 points | FC Sochaux-Montbéliard | 0-1 | AJ Auxerre           | 19:00 - Stade Auguste-Bonal, Montbéliard    |                                             |
|                                              | Perquis 73e            |     | Kahlenberg 75e & 86e | Spectateurs : 14 271 Arbitrage : Mr Duhamel | Spectateurs : 14 271 Arbitrage : Mr Duhamel |
|                                              |                        |     |                      | Spectateurs : 14 271 Arbitrage : Mr Duhamel | Spectateurs : 14 271 Arbitrage : Mr Duhamel |

| Journée 33 26 avril 2009 16e place 33 points | FC Sochaux-Montbéliard                 | 1–1 | Valenciennes FC | 17:00 - Stade Auguste-Bonal, Montbéliard   |                                            |
|                                              | Richert 52e · Erding 68e · Sverkos 94e |     | Bangoura 61e    | Spectateurs : 14 691 Arbitrage : Mr Malige | Spectateurs : 14 691 Arbitrage : Mr Malige |
|                                              |                                        |     |                 | Spectateurs : 14 691 Arbitrage : Mr Malige | Spectateurs : 14 691 Arbitrage : Mr Malige |

| Journée 34 3 mai 2009 17e place 33 points | Girondins de Bordeaux                  | 3-0 | FC Sochaux-Montbéliard                           | 21:00 - Stade Jacques-Chaban-Delmas, Bordeaux |                                            |
|                                           | Sertic 7e · Gourcuff 14e · Chamakh 93e |     | Afolabi 31e · Daf 50e · Mikari 67e · Afolabi 82e | Spectateurs : 27 133 Arbitrage : Mr Lannoy    | Spectateurs : 27 133 Arbitrage : Mr Lannoy |
|                                           |                                        |     |                                                  | Spectateurs : 27 133 Arbitrage : Mr Lannoy    | Spectateurs : 27 133 Arbitrage : Mr Lannoy |

| Journée 35 13 mai 2009 16e place 36 points | FC Sochaux-Montbéliard                                     | 3–0 | AS Monaco                         | 19:00 - Stade Auguste-Bonal, Montbéliard        |                                                 |
|                                            | Martin 26e · Modesto 46e (csc) · Perquis 52e · Sverkos 71e |     | Mongogu 44e · Leko 60e · Lolo 67e | Spectateurs : 16 879 Arbitrage : Bertrand Layec | Spectateurs : 16 879 Arbitrage : Bertrand Layec |
|                                            | Rapport                                                    |     |                                   | Spectateurs : 16 879 Arbitrage : Bertrand Layec | Spectateurs : 16 879 Arbitrage : Bertrand Layec |

| Journée 36 16 mai 2009 18e place 36 points | SM Caen                                             | 2–0 | FC Sochaux-Montbéliard              | 19:00 - Stade Michel-d'Ornano, Caen           |                                               |
|                                            | Lemaitre 66e · Savidan 77e · Leca 88e · Savidan 90e |     | Faty 15e · Afolabi 49e · Pichot 60e | Spectateurs : 18 927 Arbitrage : Saïd Ennjimi | Spectateurs : 18 927 Arbitrage : Saïd Ennjimi |
|                                            | Rapport                                             |     |                                     | Spectateurs : 18 927 Arbitrage : Saïd Ennjimi | Spectateurs : 18 927 Arbitrage : Saïd Ennjimi |

| Journée 37 23 mai 2009 15e place 39 points | FC Sochaux-Montbéliard                                        | 2-1 | FC Nantes                                                                  | 21:00 - Stade Auguste-Bonal, Montbéliard      |                                               |
|                                            | Dalmat 18e · Erding 34e · Afolabi 45e · Sverkos 82e · Afolabi |     | N'Daw 8e · Capoue 13e · Bagayoko 61e (pen.) · Vainqueur 69e · Bagayoko 82e | Spectateurs : 19 313 Arbitrage : Stéphane Bré | Spectateurs : 19 313 Arbitrage : Stéphane Bré |
|                                            | Rapport                                                       |     |                                                                            | Spectateurs : 19 313 Arbitrage : Stéphane Bré | Spectateurs : 19 313 Arbitrage : Stéphane Bré |

| Journée 38 30 mai 2009 14e place 42 points | Grenoble Foot 38 | 0–1 | FC Sochaux-Montbéliard | 21:00 - Stade des Alpes, Grenoble           |                                             |
|                                            | Regragui 81e     |     | Erding 43e             | Spectateurs : 17 334 Arbitrage : Bruno Coué | Spectateurs : 17 334 Arbitrage : Bruno Coué |
|                                            | Rapport          |     |                        | Spectateurs : 17 334 Arbitrage : Bruno Coué | Spectateurs : 17 334 Arbitrage : Bruno Coué |

### Coupe de la Ligue de football 2008-2009
| 16e de finale 24 septembre 2008 | FC Sochaux-Montbéliard | 1–0 | Olympique de Marseille | 21:00 - Stade Auguste-Bonal, Montbéliard       |                                                |
|                                 | Erding 75e             |     |                        | Spectateurs : 12 946 Arbitrage : Olivier Thual | Spectateurs : 12 946 Arbitrage : Olivier Thual |
|                                 | Rapport                |     |                        | Spectateurs : 12 946 Arbitrage : Olivier Thual | Spectateurs : 12 946 Arbitrage : Olivier Thual |

| 8e de finale 11 novembre 2008 | FC Sochaux-Montbéliard | 0–1 | RC Lens                                           | 17:00 - Stade Auguste-Bonal, Montbéliard               |                                                        |
|                               | Tulasne 50e            |     | Jemâa 72e · Ramos 98e · Yahia 110e · Doumeng 114e | Spectateurs : 17 098 Arbitrage : Jean-Charles Cailleux | Spectateurs : 17 098 Arbitrage : Jean-Charles Cailleux |
|                               | Rapport                |     |                                                   | Spectateurs : 17 098 Arbitrage : Jean-Charles Cailleux | Spectateurs : 17 098 Arbitrage : Jean-Charles Cailleux |

### Coupe de France
| 32e de finale 3 janvier 2009 | FC Sochaux-Montbéliard | 0–1 | Rennes  | 21:00 - Stade Auguste-Bonal, Montbéliard        |                                                 |
|                              |                        |     | Sow 42e | Spectateurs : 4 546 Arbitrage : Laurent Duhamel | Spectateurs : 4 546 Arbitrage : Laurent Duhamel |
|                              | Rapport                |     |         | Spectateurs : 4 546 Arbitrage : Laurent Duhamel | Spectateurs : 4 546 Arbitrage : Laurent Duhamel |